# Генак Тимофій Олександрович
Тимофій Олександрович Генак (1884, містечко Турець Мінської губернії, тепер село Червенського району Мінської області, Білорусь — ?) — радянський господарський діяч, голова виконавчого комітету Єнакіївської ради робітничих і солдатських депутатів, голова правління Південного машинобудівного тресту. Член ВУЦВК.

## Життєпис
Народився в селянській родині. У 1898 році закінчив початкове училище. З 1898 по 1900 рік — учень слюсаря на заводі братів Сойфер у Маріуполі. З 1900 по 1905 рік працював машиністом, а потім лаборантом хімічних майстерень Петровських металургійних заводів при станції Єнакієве на Донбасі. 
Член РСДРП (меншовиків) з 1904 року. Партійне псевдо «Дмитрій».
Брав участь у першій російській революції 1905—1907 років. У травні 1905 року був заарештований за організацію святкування 1 травня, пробув чотири місяці у Бахмутській в'язниці. У грудні 1905 року знову заарештований за участь у «Горлівському збройному повстанні», пробув у в'язниці під слідством вісім місяців. У серпні 1906 року звільнений під заставу, внесену судовому слідчому робітниками Петровських заводів.
У вересні 1906 року заарештований втретє. Під час обшуку в Генака знайшли підпільну літературу, зброю та вибухові речовини. У грудні 1906 року засуджений до 12 років каторги, яку відбував у Тобольському централі в Сибіру.
Після Лютневої революції 4 березня 1917 року звільнений та амністований, переїхав на Донбас, де влаштувався працювати на Петровські металургійні заводи при станції Єнакієве. З 1917 року — голова виконавчого комітету Єнакіївської ради робітничих і солдатських депутатів, голова Єнакіївського комітету РСДРП (об'єднаної).
У 1917 році був виставлений кандидатом до Установчих зборів Російської республіки за списком об'єднаних соціал-демократів від Катеринославської губернії. Стояв на платформі меншовиків-інтернаціоналістів.
До 1919 року — голова Спілки металістів у Єнакієво.
Член РКП(б) з 1920 року.
З 1920 року — член, потім голова колегії управління заводів і шахт Донбасу.
У 1922—1924 роках — член правління, заступник голови правління Південного металургійного тресту («Південьсталь») у Харкові.
У 1924—1926 роках — завідувач тарифно-економічного відділу Всеукраїнської ради профспілок (ВУРПС).
У 1926—1927 роках — голова правління Південного машинобудівного тресту («ЮМТ») у Харкові.
У 1927—1929 роках — голова правління тресту державних підприємств з обробки кольорових металів (Держпромкольормету). У 1929—1930 роках — голова правління тресту з обробки кольорових металів та золота (Кольорметзолота) в Москві.
У 1931 році навчався на Вищих академічних курсах господарників.
З липня по листопад 1931 року — член президії Держплану СРСР.
З листопада 1931 року — директор Макіївського металургійного заводу імені Томського на Донбасі.
Подальша доля невідома.